# Luigi Pellegrini Editore
Luigi Pellegrini Editore è una casa editrice italiana fondata a Cleto nel 1952.

## Storia
Nel 1952 Luigi Pellegrini, giornalista pubblicista, fonda a Cleto l'omonima casa editrice tra le prime a specializzarsi in Calabria nel settore culturale.
Dal 1982 è gestita dal figlio del fondatore, Walter. Dal 2012 entrano a far parte della struttura direttiva della Casa Editrice le figlie, Marta e Sara.
La casa editrice ha all'attivo più di 2500 pubblicazioni in 65 anni.
Tre sono i periodici intorno ai quali si sviluppa l'attività editoriale, vantando i contributi di importanti nomi del panorama culturale italiano: Il Letterato, Incontri Meridionali (semestrale di storia e cultura) e Contenuti. Gli articoli che vi compaiono portano le firme, tra gli altri, di Antonio Piromalli, Giorgio Bàrberi Squarotti, Antonio Altomonte, Alberto Moravia, Michele Prisco, Leonida Répaci, Mario Pomilio, Fortunato Seminara, Giancarlo Vigorelli, Rosario Villari, Vittorio Enzo Alfieri, Paolo Alatri, Saverio Di Bella, Henri Bresc, Pierre Vilar, Ferdinando Cordova, Lionello Venturi.
Con l'ingresso di Walter Pellegrini è stato potenziato il settore dei periodici e delle collane specializzate: Campi Immaginabili, Giornale di Storia Contemporanea (semestrale), Letteratura & Società (quadrimestrale), Qualeducazione (trimestrale di pedagogia), Voci (semestrale di antropologia), Diritto e Religioni (semestrale), Fata Morgana (quadrimestrale di cinema) sono le riviste alle quali collaborano nomi prestigiosi del mondo accademico e culturale italiano nei diversi settori.
Tra i maggiori successi della casa editrice ricordiamo Fratelli di sangue, un libro inchiesta sulla ‘ndrangheta, scritto dal magistrato Nicola Gratteri e dal giornalista Antonio Nicaso, pubblicato nel 2006 nella collana Mafia e poi ripubblicato con ulteriore successo da Mondadori.